# TV-året 1959

## Händelser

### Maj
- 18 maj - Den första arabiskspråkiga kommersiella TV-stationen börjar sända, då CLT börjar sända från Beirut i Libanon.[1].

### Augusti
- 16 augusti - TV anländer till Queensland, Australien, då QTQ Channel 9 börjar sända i Brisbane. TV har funnits i New South Wales (Sydney) and in Victoria (Melbourne) sedan 1956.

### September
- 5 september - NWS inleder TV-sändningar i South Australia, Australien (Adelaide) [2].
- 15 september - TV introduceras i Indien, med en station som sänder i Delhi som ett Unesco-projekt. Ursprungligen är programmen begränsade till 60 minuter på tisdagar och fredag, med 40 minuters utbildning och 20 minuters underhållning, och kan ses från allmänna center (Teleklubbar) och skolor.[3]

### Oktober
- 16 oktober - NWS inleder TV-sändningar i Western Australia (Perth) [2].
- 31 oktober - TV kan för första gången ses i Afrika då Western Nigeria Television Service inleder kommersiella sändningar över WNTV i Ibadan.[4]

## TV-program

### Sveriges Radio/TV
- 26 december - Den amerikanska western-TV-serien Bröderna Cartwright ("Bonanza") har bejublad premiär i Sveriges Radio/TV och blir en långkörare [5].

## Födda
- 17 april - Hans Crispin, svensk inspelningsledare, författare, producent, skådespelare och programledare på TV4.
- 21 april - Jens Orback, svensk socialdemokratisk politiker och programledare i TV.
- 14 juni - Håkan Södergren, svensk ishockeyspelare och sportkommentator i TV.

### Fotnoter
1. ↑  William A. Rugh, Arab Mass Media: Newspapers, Radio, and Television in Arab Politics (Greenwood Publishing Group, 2004), pp195–196
2. 1 2  Queensland's 50 years of news Arkiverad 16 juli 2011 hämtat från the Wayback Machine.
3. ↑  B.S.S. Rao, Television For Rural Development (Concept Publishing Company, 1992), pp62–63
4. ↑  Luke Uka Uche, Mass Media, People, and Politics in Nigeria (Concept Publishing, 1989),  pp60–62
5. ↑  20:e århundrades När Var Hur - 1959, Bernt Himmelstedt, Forum, 1999